# Château de Saint-Aubin-sur-Mer
 (mai 2025).
Si vous disposez d'ouvrages ou d'articles de référence ou si vous connaissez des sites web de qualité traitant du thème abordé ici, merci de compléter l'article en donnant les références utiles à sa vérifiabilité et en les liant à la section « Notes et références ».
Le château Saint-Aubin est une demeure qui se dresse sur le territoire de la commune française de Saint-Aubin-sur-Mer, dans le département de la Seine-Maritime, en région Normandie.

## Localisation
Le château est situé dans la commune de Saint-Aubin-sur-Mer, dans le département français de la Seine-Maritime. À l'origine il avait pour fonction de défendre la vallée du Dun.

## Historique
Le premier seigneur de Saint-Aubin remonte en 1205 à Henri de Ferrières, d'une grande famille féodale anglo-normande. En 1604, dans l'aveu que rend Charlotte des Ursins, il est dit qu'il ne reste que des murailles ruinées d'un ancien bâtiment défensif ruiné par les guerres. Pendant quatre siècles, jusqu’en 1653[réf. nécessaire], le château a été une dépendance de la baronnie de Ferrières.
En 1653, Charles Le Conte, marquis de Nonant, achète la propriété. Puis en 1682, Simon Arnauld, marquis de Pomponne, secrétaire d’État aux Affaires Étrangères sous Louis XIV, acquiert Saint-Aubin.
Alphonse Auber de Daubeuf acquiert la terre de Saint-Aubin en 1697 et entreprend la construction du château actuel, sur les bases de l'édifice précédent dont il réemploi en partie les matériaux. Les Aubert de Daubeuf le vende dès 1719, à Gaspard Moïse Augustin de Fontanieu, intendant du Dauphiné, contrôleur général des meubles de la couronne en 1718, succédant dans cette charge à son père Moïse-Augustin Fontanieu, qui avait l'acheté en 1711. Les Fontanieu préféraient sans doute le calme poudreux des bibliothèques à l’air pur des champs. Saint-Aubin n’était pour eux qu’un souci[non neutre].
Le 6 juillet 1745, Gaspard Moïse de Fontanieu, et son épouse, Marie Anne Pollard de Villequay, vendent le domaine à Marie Madeleine Marguerite Le Ber de Trouville, alors veuve de Thomas Caillot, seigneur de Coqueréaumont, conseiller en la Chambre des Comptes de Normandie. À la mort de cette dernière, en 1755, le domaine passe à son fils, Antoine Pierre Thomas Louis Caillot de Coqueréaumont, président en la Cour des Comptes, Aides et Finances de Normandie. Il le vend à son tour, le 22 mars 1765, à Louis-Charles Antoine de Gouffier, marquis d'Heilly, pour sa fille Adélaïde.
En 1771, l'époux d'Adélaïde de Gouffier, Marie Gabriel Florent Auguste de Choiseul associe ce domaine au nom d’une des familles les plus en vue au XVIIIe siècle, faisant partie de l’entourage de Marie-Antoinette et de la princesse de Lamballe.
Saint-Aubin reste un siècle dans la famille Choiseul Gouffier. Ce fut la période fastueuse de Saint-Aubin, pendant laquelle est créé le saut de loup et sont plantés les hêtres formant la grande allée d’accès à la propriété.
La révolution française entraîne la morcellement de la terre de Saint-Aubin, qui formait depuis deux siècles une unité domaniale. Après la mort d'Adélaïde de Gouffier, en 1816, les 611 hectares du domaine sont partagés en 1818 entre les six enfants Choiseul Gouffier puis vendus.
Le château revint à la marquise de Belmont, elle-même héritière de son mari qui avait acheté le domaine au comte Octave de Choiseul Gouffier, fils aîné de la famille.
En 1868, Monsieur Eustache Dely Houdeville, issu d’une famille rouennaise, qui avait fait fortune dans l’industrie du lin, se porte acquéreur du domaine et de ses fermes.
Jusqu'à ce jour, la propriété est restée dans la même famille.
Suzanne Houdeville, petite-fille de Dely Eustache, se maria avec René Saint Pierre en 1913. Leur fils, Robert Saint Pierre, fut maire de Saint-Aubin-sur-mer pendant 36 ans et développa considérablement le tourisme local. Il reçut la médaille d'or du tourisme en 1992.
Pendant la Seconde Guerre mondiale, le château est le siège de la Kommandantur et est occupé par les Allemands, ce qui causa des dommages importants.
En 1987, le domaine est la possession de M. Robert Saint-Pierre

## Description
Le château est une ancienne « maison forte » qui commandait la vallée du Dun, comme il en existait à toutes les embouchures des rivières au Moyen-Âge. De cette époque subsistent les caves sur deux étages ainsi que le colombier cylindrique.
De pur style Louis XIII mais avec des lignes plus élancées que les constructions du début du XVIIe siècle, l’édification de la demeure actuelle est estimée avant 1650.
Le centre et l’aile nord sont en alternance de grès et de briques, d’un teint joliment rosé, tandis que l’aile sud, principalement de grès et de silex provenant de l’ancienne maison forte. Les soubassements et chaînes d’encoignure sont en blocs de grès.
Devant la grille d'entrée, se trouve une allée des hêtres. Son parc jouxte le littoral et la vallée du Dun, site protégé au conservatoire du littoral.

### Le colombier

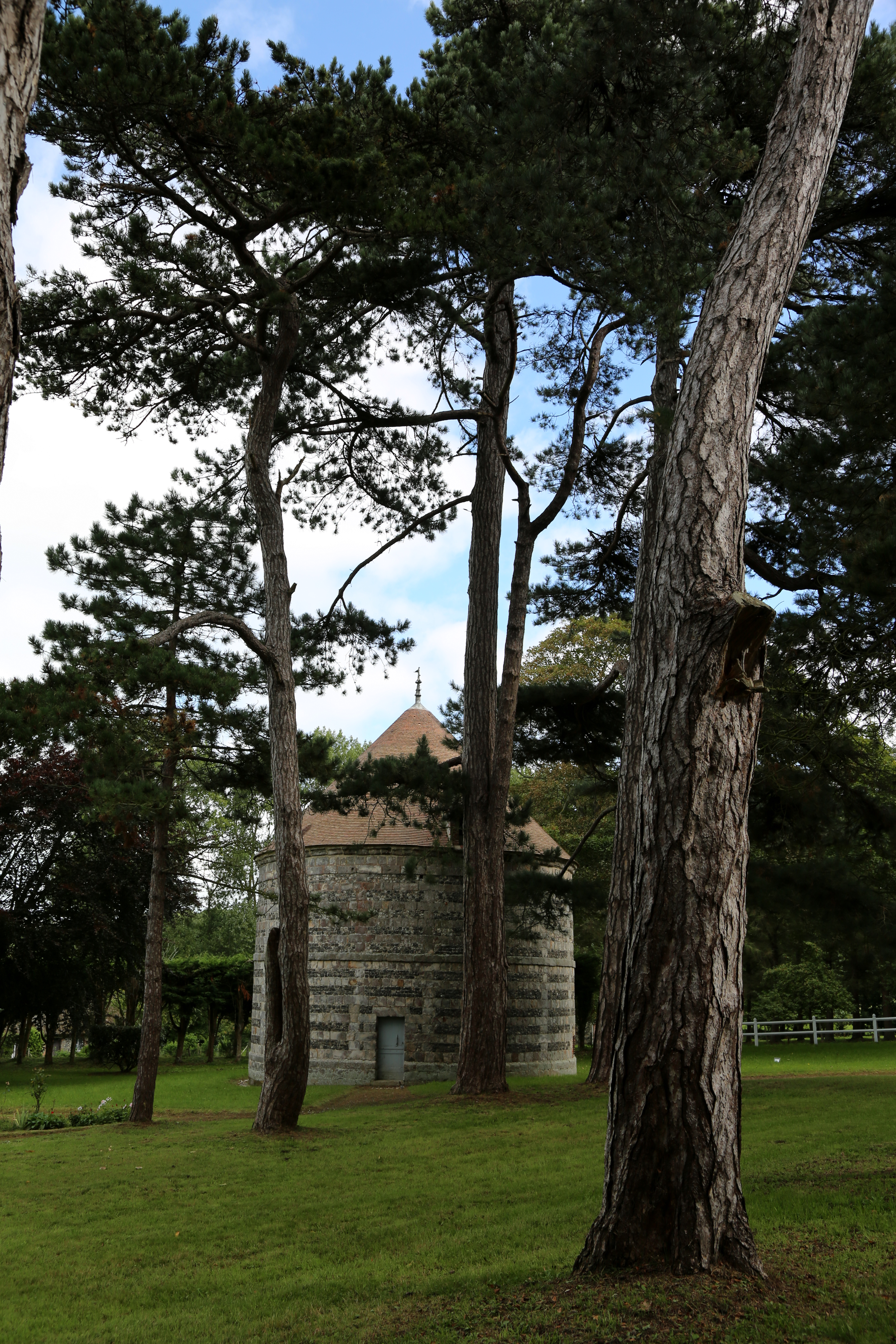
Colombier du château de Saint-Aubin-sur-mer, datant du Moyen-âge

Le colombier a connu l’ancien château. Il fut conçu comme tour de défense et fut converti en colombier au XVIIe siècle. Construit en blocs de grès et de silex taillés, ses murs ont un mètre d’épaisseur.

### Le parc
Site classé (1943)

## Protection
Les façades et toitures du château et du colombier sont inscrites au titre des monuments historiques par arrêté du 15 juin 1976.

## Pour approfondir